# ENU
Pour les articles homonymes, voir ENU (homonymie).
L'ENU ou N-ethyl-N-nitrosourea pour les anglophones ou N-nitroso-N-éthylurée pour les francophones est un agent mutagène utilisé particulièrement pour la mutagenèse des gamètes.

## Utilisation
C'est une technique de génie génétique qui est notamment utilisée pour produire des lignées d'animaux de laboratoire dits Knocked-Out,, c'est-à-dire  chez lequel un ou plusieurs gènes ont été désactivés (au moyen du génie génétique), pour causer l'équivalent de maladies ou malformations connues chez l'Homme ou des animaux.  